# Sarcophyton regulare
Sarcophyton regulare is een zachte koraalsoort uit de familie Alcyoniidae. De koraalsoort komt uit het geslacht Sarcophyton. Sarcophyton regulare werd in 1946 voor het eerst wetenschappelijk beschreven door Tixier-Durivault. 